# Charlotte Forten Grimké
Charlotte Louise Bridges Forten Grimké (Philadelphia, 17 augustus 1837 - Washington, 23 juli 1914) was een Amerikaanse abolitionist, onderwijzeres en dichteres.

## Biografie
Charlotte Forten werd geboren als een dochter van Mary Virginia Wood en Robert Bridges Forten en stamde daarmee uit een geslacht van abolitionisten. Haar moeder en tantes waren de oprichters van de Philadelphia Female Anti-Slavery Society en haar grootvader James Forten was een van de eerste abolitionisten van de stad. Al op jonge leeftijd verloor ze haar moeder en werd ze mede opgevoed door haar grootouders. In 1854 kwam ze in Salem te wonen en werd aldaar lid van een Anti-Slavery Society. Twee jaar later werd Forten onderwijzeres op de lokale grammar school, maar ze keerde in 1858 terug naar Philadelphia.
Rond de tijd van haar terugkeer in Philadelphia begon Forten ook met dichten en haar gedichten werden met enige regelmaat in The Liberator geplaatst. Tijdens de Amerikaanse Burgeroorlog trok ze naar het zuiden om les te geven aan bevrijde slaven en werkte ze lange tijd op Saint Helena Island en aldaar leerde ze ook Robert Gould Shaw kennen. Na de oorlog ging ze in Washington werken bij het ministerie van financiën om onderwijzers te werven.
In december 1878 huwde ze met de presbyteriaanse voorganger Francis James Grimké. Nadat haar zwager Archibald ambassadeur in de Dominicaanse Republiek werd, ging ze voor diens kinderen zorgen. Daarnaast stond ze haar man in diens werk bij.
- Bibliothèque nationale de France: cb121363177 (data)
- CiNii: DA02224803
- Gemeinsame Normdatei: 119025264
- International Standard Name Identifier: 0000 0000 8164 0624
- Library of Congress Control Number: n50025337
- Nationale Bibliotheek van Tsjechië: xx0323925
- Nationale bibliotheek van Australië: 35095163
- Nationale Bibliotheek van Israël: 987007432024805171
- Nederlandse Thesaurus van Auteursnamen: 074313703
- Réseau des bibliothèques de Suisse occidentale: 02-A000074510
- SNAC: w6tj9b3p
- Système universitaire de documentation: 029816742
- Trove: 825106
- Virtual International Authority File: 91470852
- WorldCat: E39PBJfh7vHB7YMjpH6JgwQg8C